# El secreto de Barba Azul
El secreto de Barba Azul es una novela satírica escrita por el autor español Wenceslao Fernández Flórez y publicada el 1923. En ella se aborda la búsqueda del sentido de la vida de Mauricio Dosart, su protagonista. La acción se desarrolla en Surlandia -un país imaginario-, donde Mauricio intentará encontrar los ideales y principios que justifiquen su existencia. Recurrrirá para ello a la ayuda de Michaelis, quien representa a la tradición, a Wladimiro Kull (el escepticismo) y al poeta Vega (el convencionalismo).
Tras buscar respuesta a sus inquietudes en el servicio a la patria, en el amor y en la paternidad, Mauricio llega a la madurez para descubrir que "había abierto la puerta, traspasado el umbral... y  el misterioso cuarto de Barba Azul, estaba vacío...". Se hace así referencia al personaje del cuento de Charles Perrault, Barba Azul, quien poseía un cuarto cerrado que despertaba una fatal curiosidad en quienes quería saber lo que en él se guardaba. Finalmente, lo que impulsa al hombre no es muy diferente al instinto que dirige a todos los animales.
El secreto de Barba Azul fue editado posteriormente junto con las novelas Las siete columnas y Relato inmoral en 1940, en la obra llamada "Las novelas del espino en flor". Con ellas comparte un sentimiento escéptico y crítico hacia la sociedad, aunque con una influencia nihilista y existencialista más evidente. Así, el protagonista llega a una conclusión: "Amigo mío, voy a confiarte una gran verdad, la única gran verdad. Óyela: Dios no sabe que existimos. (...) en uno de esos mundos, perdido en el espacio sin principio ni fin, hemos aparecido nosotros como una contingencia, como una microscópica e inapreciable contingencia. Como aparecen en un queso los gusanos. Es posible que el gusano crea que el que fabricó el queso lo creó a el y le asignó un destino, y lo vigila preocupadamente. Pero nosotros sabemos que no es así. Sería muy agradable sin duda alguna, tener una misión. Esto realzaría nuestra importancia, y, sobre todo, nos libraría del aburrimiento." Ante esta situación, Dosart ve al suicidio colectivo y universal como único medio de que los dioses se enterasen al fin de la existencia humana.